# Bianca come il latte, rossa come il sangue
Bianca come il latte, rossa come il sangue é um filme italiano de 2013 dirigido por Giacomo Campiotti. Trata-se de uma adaptação cinematográfica do livro homônimo de Alessandro D'Avenia.

## Enredo
Leo é um jovem estudante do ensino médio do terceiro ano que ama a conversa entre amigos e futebol, e é apaixonado por Beatrice (Gaia Weiss). Leo também tem uma colega que conhece desde a infância e que está no amor com ela durante vários anos, Silvia, que atende muitas vezes e com quem confiar porque ele considera a melhor amiga. 
Após as férias de Páscoa, Leo descobre que Beatriz está hospitalizada por causa de leucemia. Isso faz com que Leo faça qualquer coisa para conhecer a menina e se tornar um doador de medula óssea. 